# Michele Alboreto

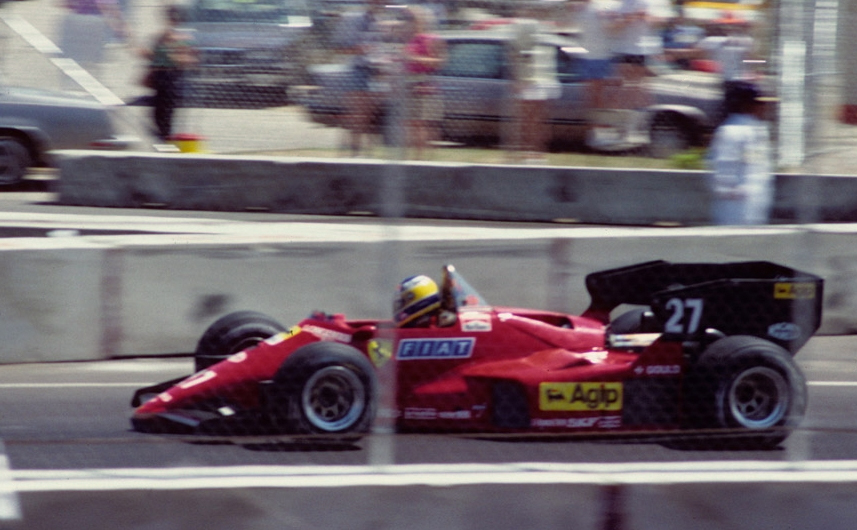
Alboreto conduint un Ferrari 126C4 al Circuit de Dallas l'any 1984.

Michele Alboreto (Milà, Itàlia, 23 de desembre de 1956 - Klettwitz, Brandenburg, Alemanya, 25 d'abril de 2001) fou un pilot italià de Fórmula 1.
Per a molta gent, Alboreto va ser l'últim gran pilot italià que va conduir un automòbil de l'escuderia Ferrari. Va aconseguir formar part de la graella de sortida el 194 d'elles de les 215 carreres en les quals va intentar classificar-se i va liderar-les en 10 Grans Premis, durant un total de 218 voltes. També va ser vencedor del Campionat Europeu de Fórmula 3 l'any 1980.
Alboreto va perdre la vida en el EuroSpeedway Lausitz, el 25 d'abril del 2001, quan conduïa un Audi R8 LMP.

## Resultats en la Fórmula 1
| Any  | Equip                             | Posició | Vict. | Podis | P. Ofi. | P. Act. |
| ---- | --------------------------------- | ------- | ----- | ----- | ------- | ------- |
| 1981 | Tyrrell Racing Team               | NC      | 0     | 0     | 0       | 0       |
| 1982 | Team Tyrrell                      | 8è      | 1     | 2     | 25      | 44      |
| 1983 | Benetton Tyrrell Team             | 12è     | 1     | 1     | 10      | 15      |
| 1984 | Scuderia Ferrari Spa SEFAC        | 4t      | 1     | 4     | 30,5    | 44      |
| 1985 | Scuderia Ferrari Spa SEFAC        | 2n      | 2     | 8     | 53      | 69      |
| 1986 | Scuderia Ferrari Spa SEFAC        | 9è      | 0     | 1     | 14      | 26      |
| 1987 | Scuderia Ferrari Spa SEFAC        | 7è      | 0     | 3     | 17      | 27      |
| 1988 | Scuderia Ferrari Spa SEFAC        | 5è      | 0     | 3     | 24      | 38      |
| 1989 | Tyrrell Racing Organisation       | 11è     | 0     | 1     | 6       | 10      |
| 1989 | Equipi Larrousse                  | -       | 0     | 0     | 0       | 0       |
| 1990 | Footwork Arrows Racing            | NC      | 0     | 0     | 0       | 0       |
| 1991 | Footwork Grand Prix International | NC      | 0     | 0     | 0       | 0       |
| 1992 | Footwork Grand Prix International | 10è     | 0     | 0     | 6       | 28      |
| 1993 | Lola BMS Scuderia Itàlia          | NC      | 0     | 0     | 0       | 0       |
| 1994 | Minardi Scuderia Itàlia           | 24è     | 0     | 0     | 1       | 5       |